# Rudowęglowiec

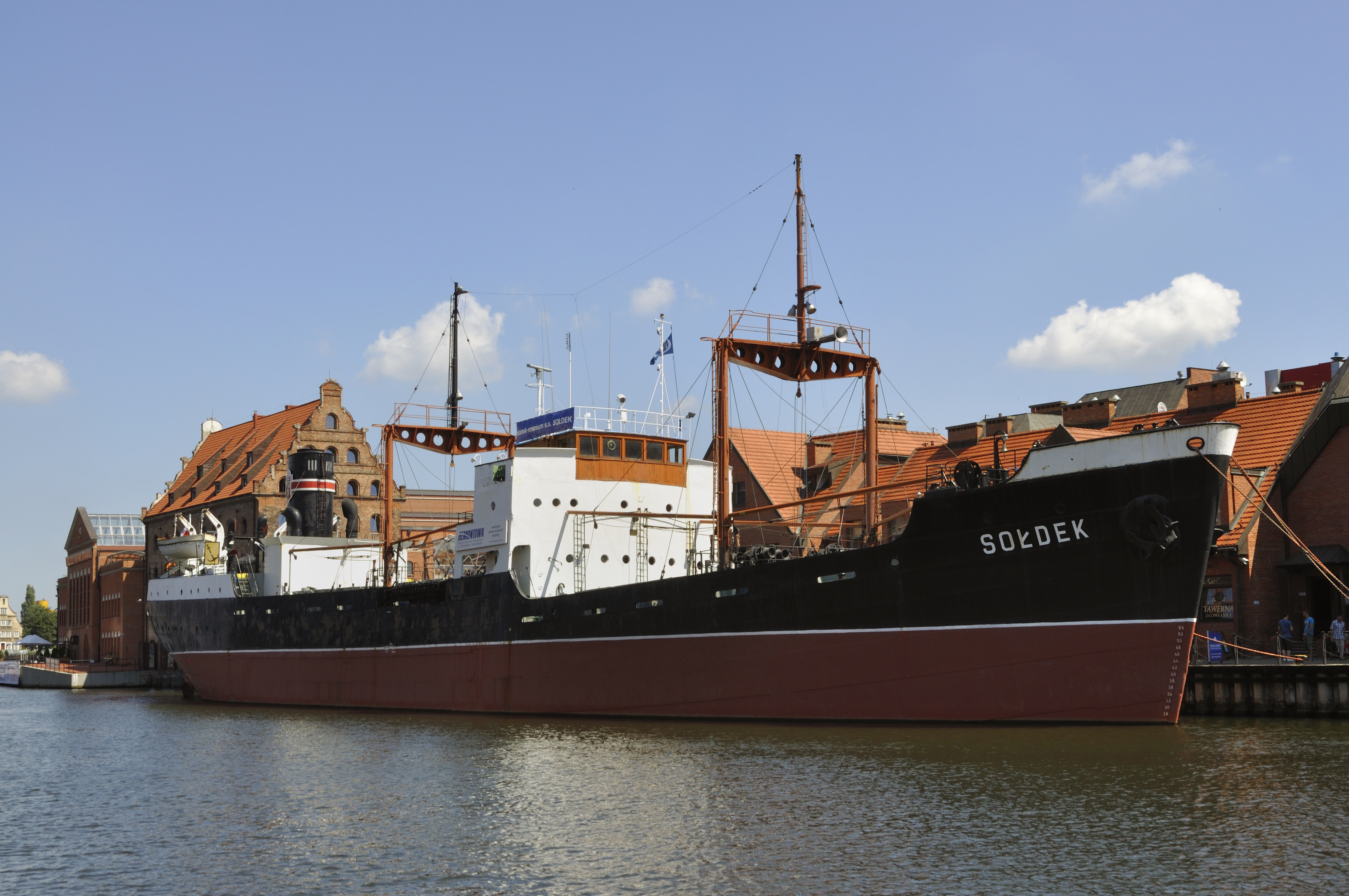
Rudowęglowiec SS Sołdek

Rudowęglowiec – rodzaj masowca – statek wodny przystosowany do przewozu zarówno węgla, jak i rudy.
Posiada duże luki ładunkowe i wzmocnione dno wewnętrzne. Przy pełnym ładunku względnie lekkiego węgla ładownie statku są całkowicie i równomiernie wypełnione. Ładunek ciężkiej i mało przestrzennej rudy układa się stożkowo, co obniża środek ciężkości statku. Statek staje się wówczas zbyt „sztywny” i po przechyle na fali ma tendencję do gwałtownego powrotu do pozycji pionowej. Wpływa to ujemnie na wytrzymałość konstrukcji statku. Dlatego dodatkowo stosowane są pod pokładem tzw. zbiorniki szczytowe – napełniane wodą przy przewożeniu rudy – dla korekty położenia środka ciężkości.
Przykładem rudowęglowca jest pierwszy zbudowany w polskiej stoczni po II wojnie światowej statek (typu B-30), SS „Sołdek”, obecnie eksponat Centralnego Muzeum Morskiego w Gdańsku.